# Gibbula sementis
Gibbula sementis is een slakkensoort uit de familie van de Trochidae. De wetenschappelijke naam van de soort is voor het eerst geldig gepubliceerd in 2001 door Rolán & Templado.